# Clement Papa
Clement Papa (* 22. Februar 1971 in Mount Hagen, Western Highlands Province, Territorium Papua und Neuguinea) ist ein papua-neuguineischer römisch-katholischer Geistlicher und Erzbischof von Mount Hagen.

## Leben
Clement Papa studierte von 1991 bis 1992 Philosophie am Priesterseminar Good Shepherd in Madang sowie von 1995 bis 1998 Katholische Theologie am Priesterseminar Holy Spirit und am Catholic Theological Institute in Bomana. Von 1992 bis 1995 absolvierte er ein pastorales Praktikum. 1999 wurde er zum Diakon geweiht und wirkte in der Pfarrei in Fatima. Am 3. Dezember 1999 empfing er in Kuli das Sakrament der Priesterweihe für das Erzbistum Mount Hagen.
Nach der Priesterweihe war Papa zunächst von 2000 bis 2001 als Pfarrvikar in Fatima tätig, bevor er 2002 Pfarrer in Kol und in Ambulua wurde. 2003 wurde er für weiterführende Studien nach Rom entsandt, wo er 2006 an der Päpstlichen Universität Urbaniana ein Lizenziat im Fach Dogmatik erwarb. Nachdem Papa 2007 kurzzeitig als Kaplan am Holy Trinity Teachers College gewirkt hatte, wurde er 2008 Studiendekan am Priesterseminar Good Shepherd in Banz. Im Anschluss absolvierte er von 2009 bis 2010 einen Postdoc-Aufenthalt an der Toronto School of Theology der University of Toronto. Von 2011 bis 2014 fungierte er als Regens des Priesterseminars Good Shepherd in Banz. In dieser Zeit gehörte er zusätzlich dem Diözesanvermögensverwaltungsrat und dem Stiftungsrat des Erzbistums Mount Hagen an. 2021 wurde Papa am Melbourne College of Divinity bei Kathleen Williams RSM mit der Arbeit Towards a Theology of Redeeming History: Tracing the Origins and the Development of Bernard Lonergan’s Theology of Redemptive History as Found in his Unpublished Papers of File 713 („Auf dem Weg zu einer Theologie der Erlösungsgeschichte: Auf den Spuren der Ursprünge und der Entwicklung von Bernard Lonergans Theologie der Erlösungsgeschichte, wie sie sich in seinen unveröffentlichten Papieren der Akte 713 findet“) zum Doktor der Theologie promoviert. 2021 lehrte er am Priesterseminar Good Shepherd in Banz und 2022 wirkte er abermals kurzzeitig als dessen Regens. 2023 war er erneut Mitglied des Diözesanvermögensverwaltungsrats und des Stiftungsrats des Erzbistums Mount Hagen. Ab 2023 leitete Papa das spirituelle Ausbildungsjahr am Priesterseminar Good Shepherd.
Am 17. Mai 2024 ernannte ihn Papst Franziskus zum Koadjutorerzbischof von Mount Hagen. Der Erzbischof von Mount Hagen, Douglas Young SVD, spendete ihm am 3. August desselben Jahres in Mount Hagen die Bischofsweihe; Mitkonsekratoren waren der Bischof von Wabag, Arnold Orowae, und der Bischof von Kundiawa, Paul Sundu.
Mit dem Rücktritt von Douglas Young am 18. März 2025 folgte er diesem als Erzbischof von Mount Hagen nach.

## Schriften
- The Vote: An Element of Moka in the 2002 National Elections. In: Catalyst. Band 32, Nr. 2, 2002, S. 235–244.
- The Era of a „Fading Generation“ and a New Emerging one of the Local Church in Papua New Guinea Highlands. In: Verbum SVD. Band 58, Nr. 2, 2017, S. 287–320.
- Rationale for Praxis Theology in Melanesia. In: Catalyst. Band 49, Nr. 1, 2019, S. 26–35.
- Towards a Theology of Redeeming History: Tracing the Origins and the Development of Bernard Lonergan’s Theology of Redemptive History as Found in his Unpublished Papers of File 713. University of Divinity, Melbourne 2020, OCLC 1255433761 (oclc.org).